# 莲叶桐
蓮葉桐（學名：Hernandia nymphaeifolia）為蓮葉桐科蓮葉桐屬下的一種常綠喬木。

## 分布與習性
蓮葉桐原生於非洲肯亞至坦桑尼亞，以及由西印度洋至太平洋熱帶沿海地區。台灣亦為原生地，除分布於南部 墾丁國家公園「香蕉灣」熱帶海岸林外，蘭嶼、綠島地區亦可發現稀少族群，為典型的「海漂林」樹種之一。蓮葉桐具耐風及耐鹽特性，為優良海岸防風林樹種。

## 型態特徵
蓮葉桐外形高大，葉茂密。樹高可達20公尺。樹幹色淺，常被描述為灰白色。

### 葉
單葉互生，心形，狀如血桐葉。全緣，光滑，無葉托。葉長約7–30 公分, 寬6–22公分。具長柄，約與葉片等長，甚至更長。掌狀葉脈8-9條。

### 花
聚繖花序，腋生。雌雄同株且同一花序。每一花序由4片綠色小苞片包覆。花序中央一朵雌花，兩側雄花各一。花小，白色或淺黃綠色。具白色絨毛。雌、雄花基部均有橘黃色蜜腺。

### 杯狀苞
雌花具特殊肉質「杯狀苞」(cupule），由花梗上小苞片合生而成。杯狀苞造型有利於核果海上漂浮以便種子傳播。杯狀苞隨果實增長而膨大，如燈籠罩般將核果包覆其內。蓮葉桐之英文俗稱燈籠樹(lantern tree)即源自於此特殊造型。

### 果實
黑色核果包覆於肉質杯狀苞內。杯狀苞顏色隨果實成熟度增加由黃綠色轉為淺黃或淺紅色。

## 蝙蝠與種子傳播
蓮葉桐除藉助特化杯狀苞以方便種子傳播，根據國外記載，蓮葉桐種子在馬里亞納群島曾藉由瑪利安娜狐蝠往內陸傳播（資料來源：維基英語版，
原始資料連線已失效）。台灣亦有藉由蝙蝠將種子傳播至更內陸之探究。

## 實用價值
身為海岸防風林之優良樹種外，蓮葉桐亦屬珍稀的庭園觀賞植物。除此，蓮葉桐還具多從日常實用價值，如
蓮葉桐木材輕柔，可作為「輕木材」（balsawood）使用；樹皮、種子及幼葉具輕瀉作用；葉液可做脫毛劑；
可製作獨木舟（但需油漆否則易腐）；種子常被串成項鍊做為飾品；
油性種子可做蠟燭使用（雖然會產生很多煙霧）；木材也是很好的火種，因著火容易，即使是從火石或是鋼鐵產生的火花。

## 圖片

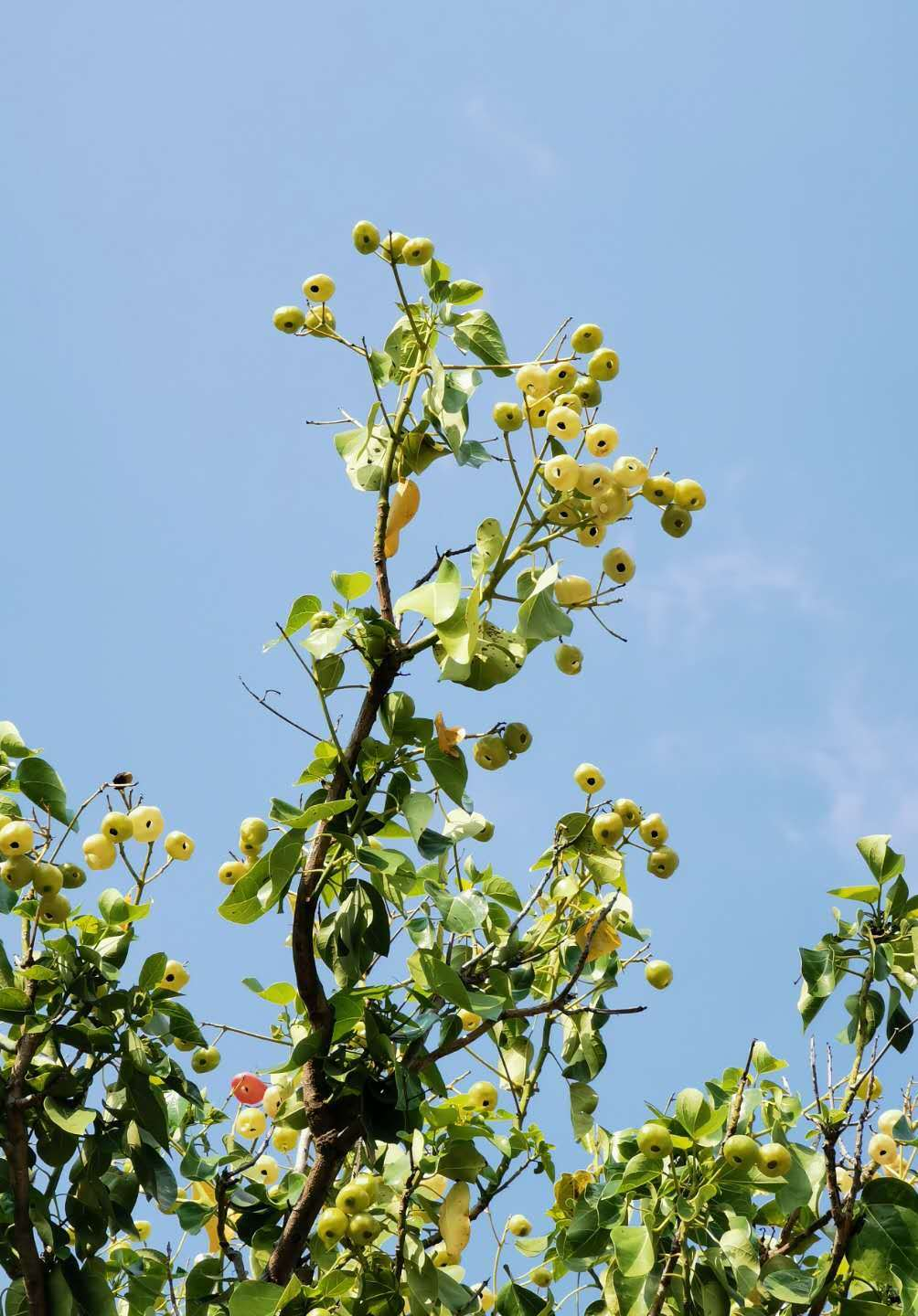
杯狀苞與其所包覆之黑色核果
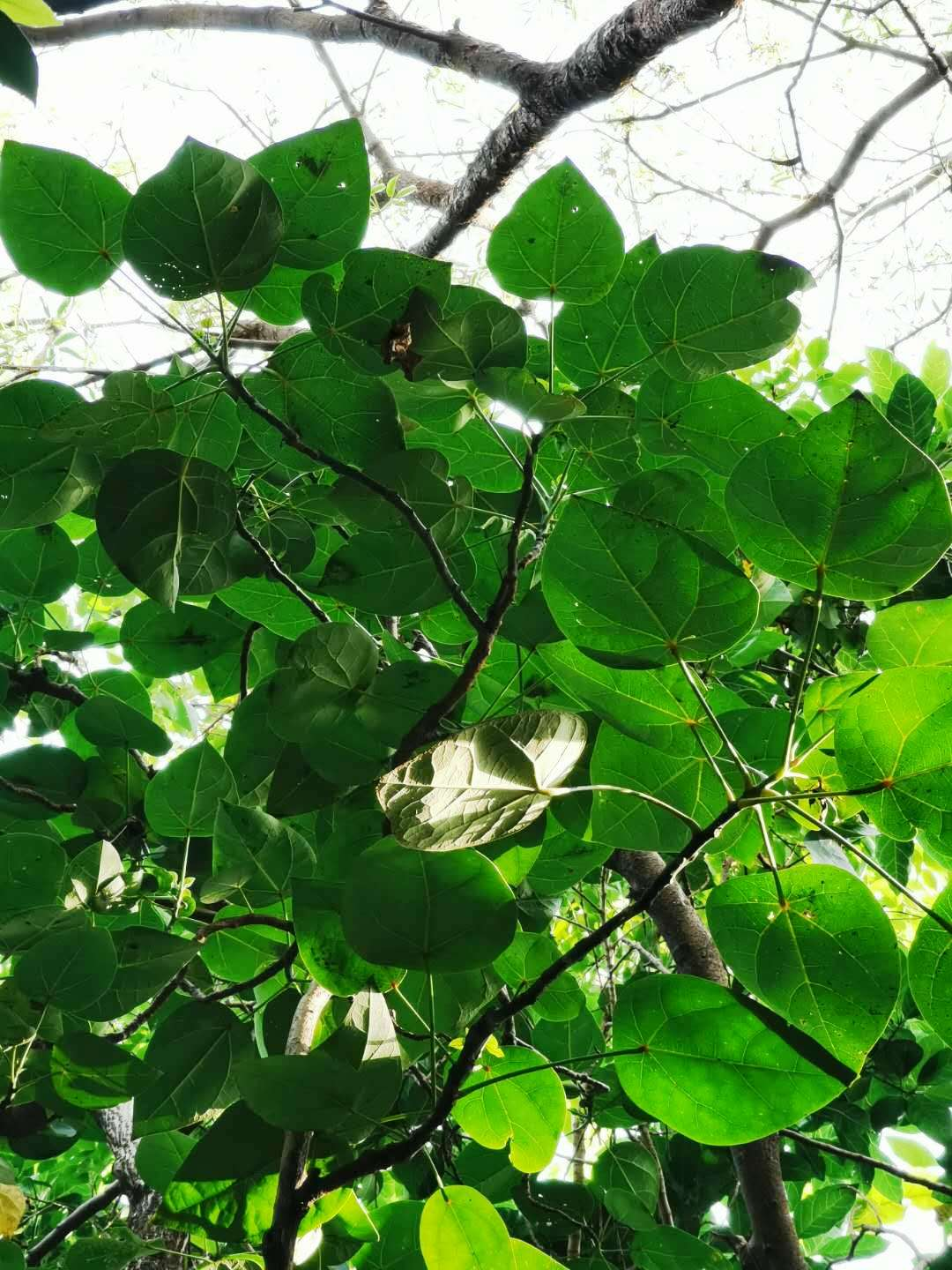
葉密生，心形
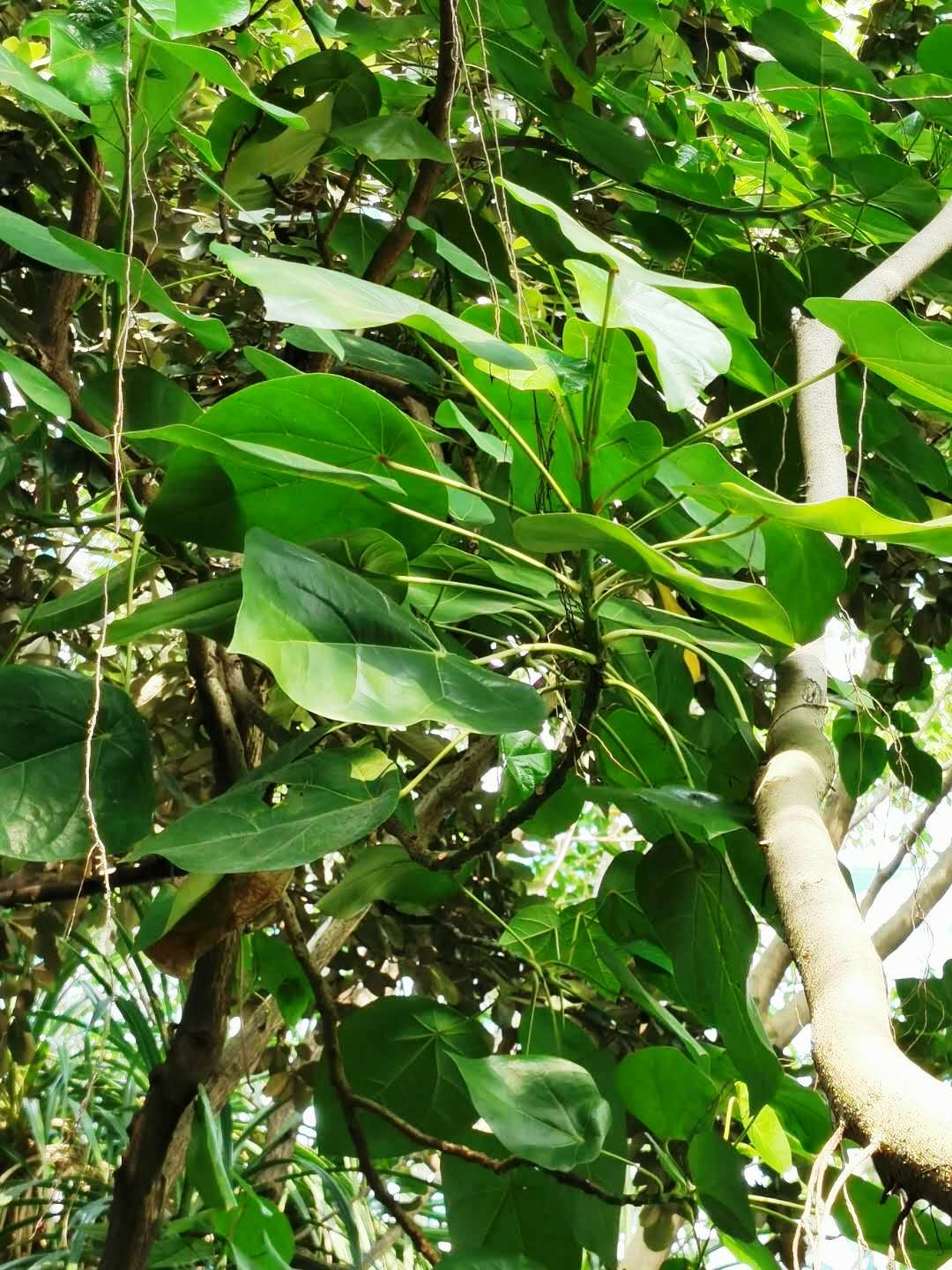
葉柄長
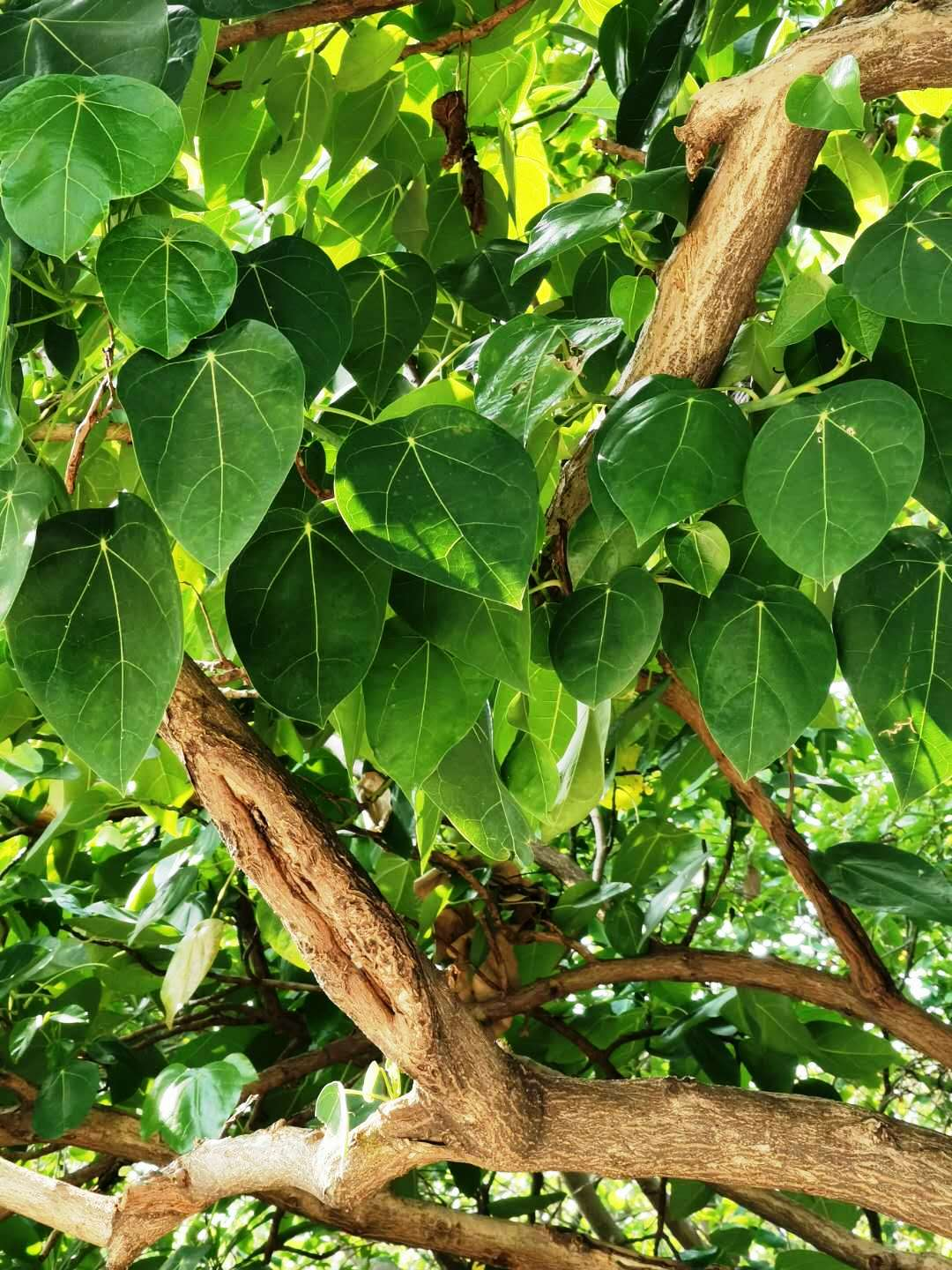
掌狀葉脈
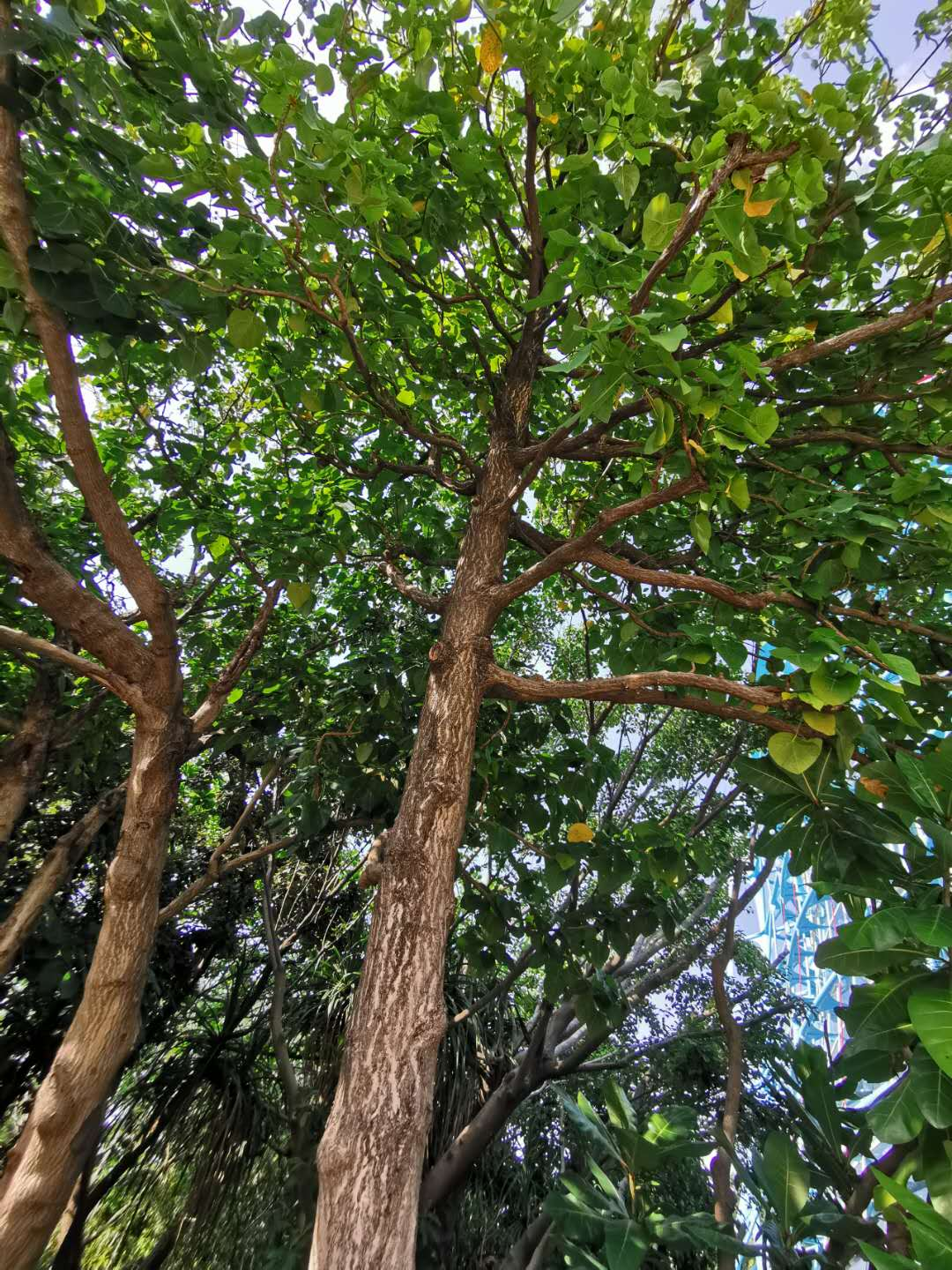
主幹通直
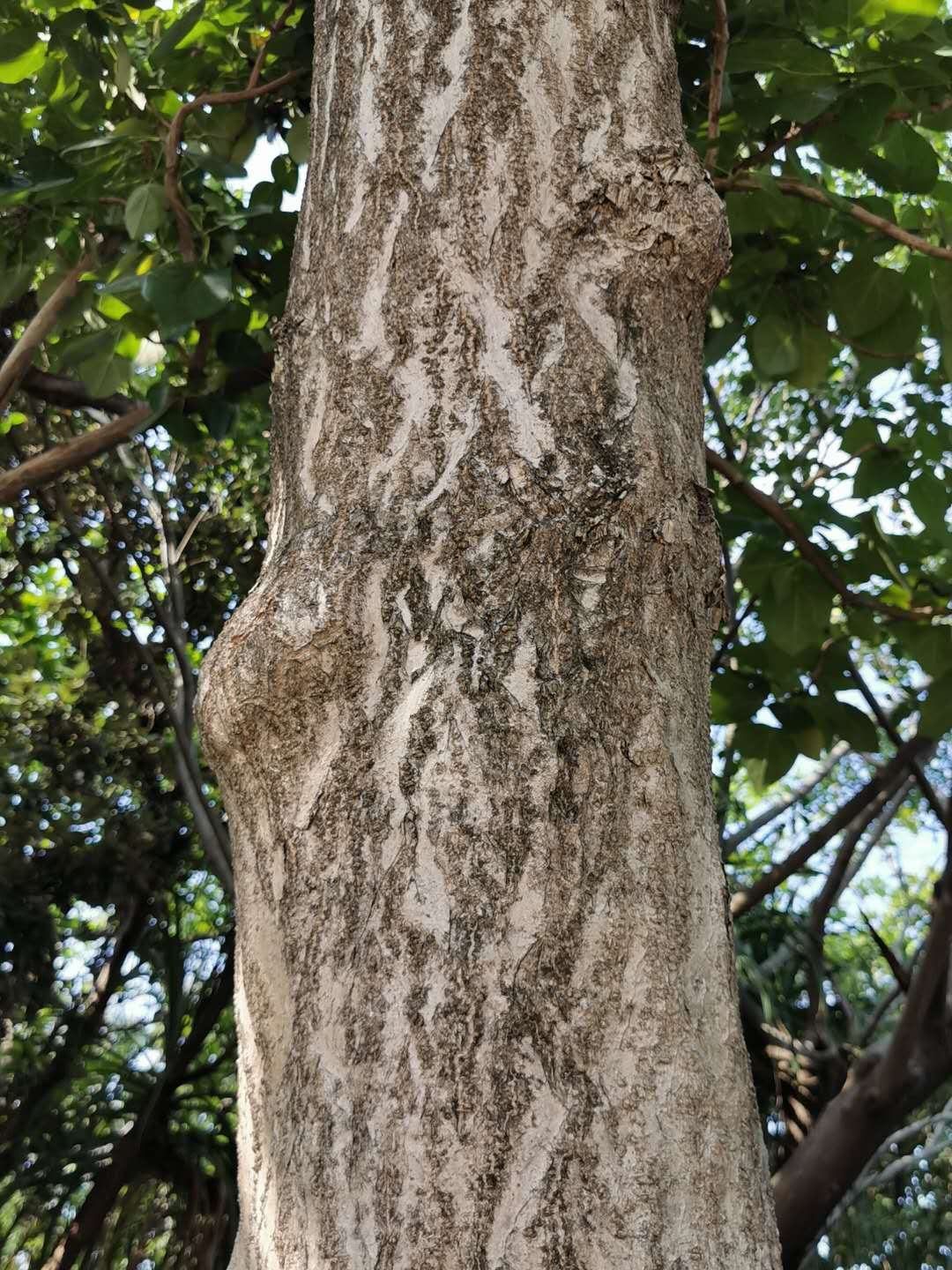
樹皮斑駁